# Cascada Însângerată

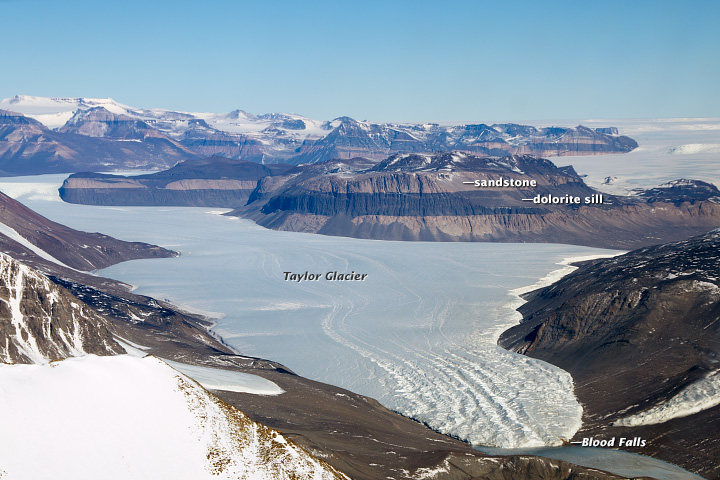
Cascada Însângerată, la vârful ghețarului Taylor, 2013

Cascada Însângerată este o scurgere de apă sărată contaminată cu oxid de fier, care curge din limba ghețarului Taylor pe suprafața vestică acoperită de gheață a Lacului Bonney în Valea Taylor din văile uscate McMurdo în Victoria Land, Antarctica de Est.
Apa hipersalină bogată în fier iese sporadic din micile fisuri din cascadele de gheață. Sursa de apă sărată este un bazin subglaciar de dimensiuni necunoscute, acoperit cu aproximativ 400 metri (1.300 ft) de gheață la câțiva kilometri de mica sa ieșire de la Cascada Însângerată.
Depozitul roșcat a fost găsit în 1911 de geologul australian Thomas Griffith Taylor, care a explorat pentru prima dată valea care îi poartă numele. Pionierii Antarcticii au atribuit mai întâi culoarea roșie algelor roșii, dar mai târziu s-a dovedit că se datorează oxizilor de fier.